# Каполего
Каполего (лат. Pseudotriccus) — род воробьиных птиц из семейства Тиранновые.

## Список видов
- Бронзовый каполего Pseudotriccus pelzelni Taczanowski et Berlepsch, 1885
- Рыжеголовый каполего Pseudotriccus ruficeps (Lafresnaye, 1843)
- Коричневолобый каполего Pseudotriccus simplex (Berlepsch, 1901)